# 加藤幸一
加藤 幸一（かとう こういち、1945年4月 - ）は、日本の教育学者。群馬大学名誉教授。放送大学群馬学習センター長。足利工業大学非常勤講師。専門は林産科学・木質工学・科学教育。

## 来歴・人物
- 1945年4月　出生
- 1974年3月　名古屋大学大学院農学研究科林学科単位取得満期退学
- 1974年4月　北海道立林産試験場研究員
- 1979年4月　名古屋大学農学部助手
- 1981年4月　群馬大学教育学部助教授

を経て、1989年から群馬大学教授。技術教育・木材加工を専門に扱う講義を開講していた。
2011年群馬大学を定年退職。群馬大学名誉教授。足利工業大学非常勤講師。
2012年放送大学群馬学習センター長兼務。

## 専門分野
- 技術科教育
- 木材加工

## 著書・論文

### 著書
- （教科書）新しい技術・家庭　技術分野（文部科学省検定済教科書）　東京書籍
- 木製品の構想・設計における思考の内容について

群馬大学教育学部紀要　芸術・技術・体育・生活科学編 （大学・研究所等紀要　2001年）
- 構成材料の違いによる椅子の感覚的評価　群馬大学教育実践研究 （大学・研究所等紀要、2001年）
- 技術教育における生徒の意欲に関する研究Ⅱ-意欲の構造の検討-

群馬大学教育学部紀要　芸術・技術・体育・生活科学 （大学・研究所等紀要、2000年）
- 幼児のものづくり体験の実態について　群馬大学教育実践研究 （大学・研究所等紀要、2000年）
- 技術科教育における教具の機能分析及び評価－電気・情報基礎領域の場合-　日本産業技術教育学会誌 （学術雑誌、2003年）
- 技術科担当教諭の教育課程移行期における意識について　群馬大学教育実施研究 （大学・研究所等紀要　2003年）
- 「技術とものづくり」の製作品の構想に及ぼす題材例の観察方法の影響

群馬大学教育学部紀要　芸術・技術・体育・生活科学編 （2006年）
- （教科書）新しい技術・家庭　技術分野（文部科学省検定済教科書）東京書籍 (2012年)

他多数

## 所属学会
- 日本産業技術教育学会
- 日本木材学会
- 日本木材加工技術協会